# Новогригорівка (Березівська міська громада)
Новогриго́рівка — село Березівської міської громади у Березівському районі Одеської області в Україні. Населення становить 119 осіб.

## Населення
Згідно з переписом 1989 року населення села становило 126 осіб, з яких 61 чоловік та 65 жінок.
За переписом населення 2001 року в селі мешкало 119 осіб. 100 % населення вказало своєю рідною мовою українську мову.